# Залесе (Красницький повіт)
Залесе (пол. Zalesie) — село в Польщі, у гміні Вільколаз Красницького повіту Люблінського воєводства.
Населення — 379 осіб (2011).
У 1975-1998 роках село належало до Люблінського воєводства.

## Демографія
Демографічна структура станом на 31 березня 2011 року:
|          | Загалом | Допрацездатний вік | Працездатний вік | Постпрацездатний вік |
| -------- | ------- | ------------------ | ---------------- | -------------------- |
| Чоловіки | 184     | 35                 | 117              | 32                   |
| Жінки    | 195     | 50                 | 91               | 54                   |
| Разом    | 379     | 85                 | 208              | 86                   |